# نبرد کایاتزو

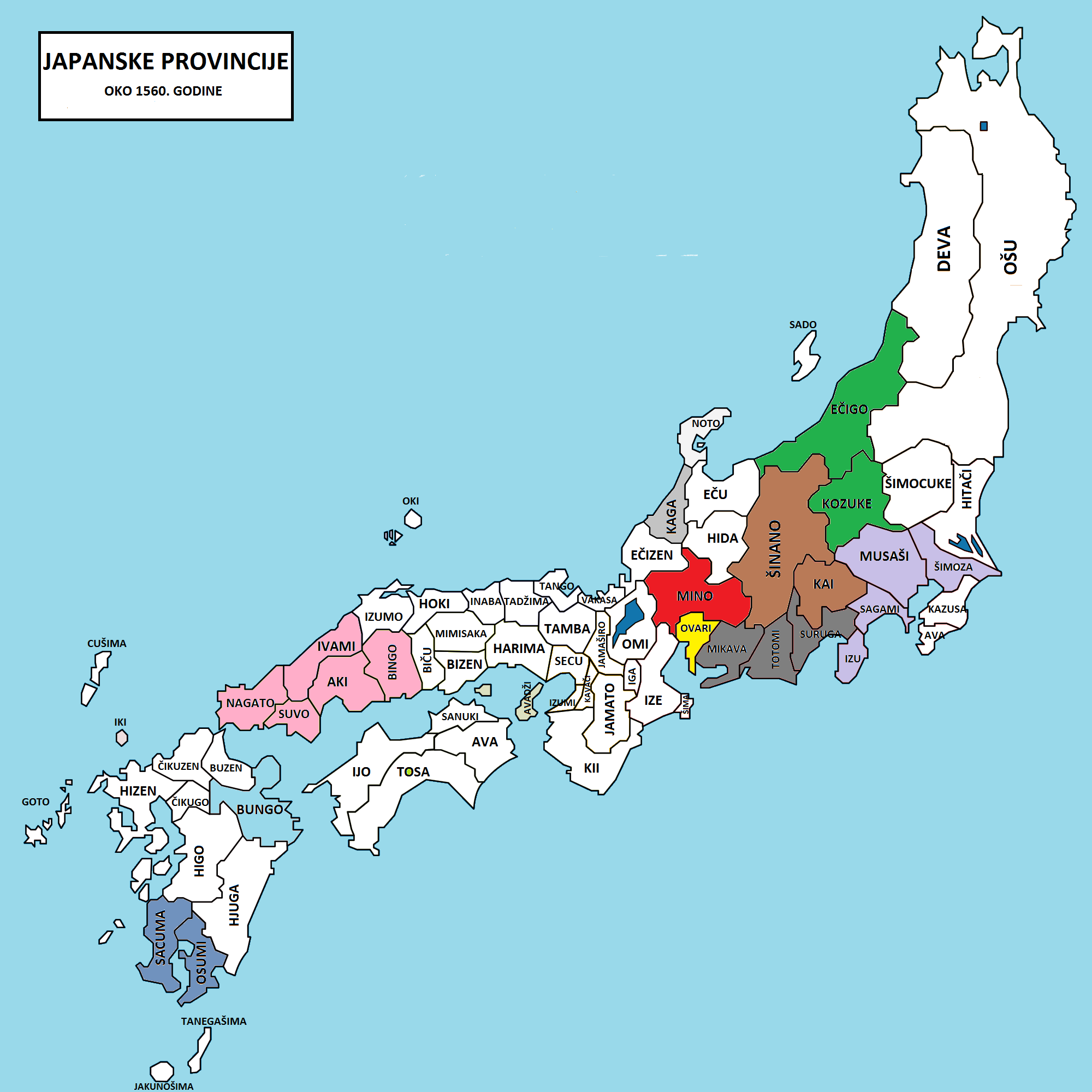
نقشه منطقه ژاپن

نبرد کایاتزو (به ژاپنی: 萱津の戦い) یا کایزو نو کاسن (به ژاپنی: 海津の合戦)، نبرد کایزو، یک نبرد در طول دوره سنگوکو (قرن ۱۶) در ژاپن بود. این نبرد به عنوان اولین نبرد شیباتا کاتسوایه شناخته می‌شود.
اودا نوبوهیده پدر اودا نوبوناگا قصد گسترش قدرت خود را داشت و در این جهت چندین بار با معاون فرماندار چهار بخش پایینی ولایت اُواری که در قلعه کیوسو ساکن بود درگیر شد که هر بار به صلح ختم شد. پس از مرگ نوبوهیده، یاماگوچی نوریتسوگو و پسرش یاماگوچی نوریتسوگو صاحبان قلعه نارومی که تا بحال از پدر نوبوناگا اطاعت می‌کردند، به خاندان اودا خیانت کرده و به خاندان ایماگاوا پیوستند. مقابله نوبوناگا با یاماگوچی نوریتسوگو منجر به اولین نبرد وی نبرد آکاتسوکا در سال ۱۰ مه ۱۵۵۲ شد.
در این زمان صاحب قلعه کیوسو یا معاون فرماندار ولایت اودا نوبوتومو بود اما یکی از ملازم وی بنام ساکای دایزن قدرت اصلی را در دست داشت. در سوم سپتامبر ۱۵۵۲ ساکای دایزن به دو قلعه متعلق به نوبوناگا به نام‌های قلعه فوکودا و قلعه ماتسوبا حمله کرده عموی نوبوناگا بنام اودا نوبوتسوگو را به گروگان گرفت. صبح روز بعد با شنیدن این خبر نوبوناگا از قلعه ناگویا (قلعه قدیم) بسرعت شروع به لشکرکشی کرد و عموی دیگر او بنام اودا نوبومیتسو نیز از قلعه موری‌یاما (ولایت اواری) حرکت کرده در کنار رود شونای به نوبوناگا پیوست. این دو توانستند در نبردی که درگرفت، قلعه‌ها را بازپس بگیرند.
شکست در این نبرد موجب ضعیف شدن قدرت اودا نوبوتومو و در نهایت نابودی وی را فراهم کرد.